# Valkerov motiv
Valkerov A i Valkerov B motivi su proteinske sekvence. Njih je zapazio Valker u proteinima koji vezuju ATP 1982. godine.

## Valkerov A motiv
Valkerov A motiv, takođe poznat kao Valkerova petlja ili P-petlja (fosfat-vezujuća petlja), je proteinski motiv sa obrascem , gde  i  označavaju glicin, lizin, treonin i serin, a X označava bilo koji aminokiselinu. On je ATP ili GTP vezujući motiv prisutan u mnogim proteinima koji vezuju nukleotide. Lizinski (K) ostatak Valkerovog A motiva ima presudni značaj za vezivanje nukleotida. To je petlja bogata glicinom kojoj prethodi beta ravni i kojoj sledi alfa heliks. Ona formira interakcije sa fosfatnom grupom nukleotida i sa jonom magnezijuma, koji koordinaciono vezuju β- i γ-fosfate.
Valkerov A motiv je najbolje poznat po njegovom prisustvu u proteinima koji vezuju nukleotide, ali je isto tako prisutan i u mnoštvu proteina sa raznovrsnim funkcijama, kao što su alfa i beta podjedinica ATP sintaze, miozin, transducin, helikaze, kinaze i RecA.

## Valkerov B motiv
Valkerov B motiv je strukturni motiv proteina sa obrascem , gde  i  označavaju ostatke arginina, lizina, glicina, leucina, i aspartičke kiseline, X predstvalja bilo koju od 20 standardnih aminokiselina, a h označava hidrofobnu aminokiselinu. Prema nekim skorijim nalazima konsenzus sekvenca ovog motiva je hhhhDE, gde E označava glutamatni ostatak. Aspartat i glutamat takođe formiraju deo  motiva nađenog u helikazama. Aspartatni ostatak se koordinira sa jonom magnezijuma, a glutamat je esencijalan za ATP hidrolizu.
Sekvence ovog motiva je veoma promenljiva, tako da su jedina nepromenljiva svojstva negativno naelektrisani ostaci nakon niza glomaznih, hidrofobnih aminokiselina.

## Literatura
- Stryer, Lubert; Berg, Jeremy Mark; Tymoczko, John L. (2002). Biochemistry. San Francisco: W.H. Freeman. ISBN 978-0-7167-4684-3.

### Članci
- Ramakrishnan, T; Dani, VS; Ramasarma (2002). „A conformational analysis of Walker motif A [GXXXXGKT (S)] in nucleotide-binding and other proteins”. Protein Engineering. 15 (10): 783—798. PMID 12468712. doi:10.1093/protein/15.10.783.

## Spoljašnje veze
- Valkerov A motiv, [мртва веза]
- kutija, PS51195[мртва веза]